# Filareto Brajamio
Filareto Brajamio (o Vahram) (en armenio Փիլարտոս Վարաժնունի; en griego Φιλάρετος Βραχάμιος) fue un político y militar armenio-bizantino del siglo XI. Después de la batalla de Manzikert de 1071 y mientras que los selyúcidas se expandían por Anatolia, Brajamio llegó a conservar temporalmente el dominio de Cilicia,  la Eufratensis y Antioquía. Personaje controvertido, estableció un principado autónomo —que perduró hasta los años 1080 y que estableció las bases del futuro reino armenio de Cilicia— antes de perder sus territorios paulatinamente.

## Orígenes y carrera bizantina
Filareto Brajamio provenía de una familia noble armenia (la de los Varažnuni, originaria del Vaspurakan) que había entrado al servicio de Bizancio en el siglo X, y que parece que se integró rápidamente: se describe a Brajamio como griego de lengua, de costumbres y de religión; fue en la práctica calcedonio.
Brajamio ascendió en la jerarquía bizantina: primero curopalate, luego estratopedarca del Thema Anatólico, más tarde duque de Antioquía, posteriormente doméstico de las escolas de Oriente, quizá llegó incluso a obtener el título de sebastos. Sirvió lealmente al Imperio durante el reinado de Romano IV Diógenes, hasta la batalla de Manzikert en 1071.

## Invasiones selyúcidas y autonomía

Los dominios de Filareto Brajamio en Anatolia.

La derrota bizantina de 1071 franqueó el paso a Anatolia a los selyúcidas de Alp Arslan. Brajamio reunió entonces a las guarniciones de la frontera oriental, que contaban con numerosos armenios, con la ayuda sobre todo de Gabriel de Melitene y de Basilio Apokapes de Edesa; la larga resistencia que opuso al avance selyúcida condujo a la constitución de un reducto en los territorios orientales de la península bajo autoridad nominal bizantina. Este principado autónomo se extendía por Cilicia (donde englobaba Tarso, Mopsuestia y Anazarba), Antioquía, la Eufratensis y la esquina sudoccidental del reino de Armenia, así como temporalmente la Capadocia oriental y Chipre.
Durante el reinado de Miguel VII Ducas, Brajamio tuvo que afrontar la oposición de ciertos de sus compatriotas (que pertenecían a la Iglesia apostólica armenia), como Apelgharip Arçruni y Vasak Pahlavuni, y, sin duda, también la de Tornik de Sasun. Sus relaciones con Constantinopla no mejoraron hasta 1078, cuando Nicéforo III Botaniates reconoció oficialmente su gobierno autónomo en los territorios separados del Imperio por los selyúcidas.
Brajamio integró en sus fuerzas mercenarios francos (las tropas de Roussel de Bailleul, Hervé Frankopoulos, o incluso las de Raimbaud).

## Derrotas y muerte
El principado fundado por Brajamio fue, empero, efímero, y fue perdiendo sus territorios progresivamente, a pesar incluso de que este se convirtiese fugazmente al islam. Antioquía cayó así en el 1084 en manos de Süleyman I, sultán de Rum; en 1086 comenzó una ofensiva de los grandes selyúcidas, que se apoderaron de Edesa en 1087.
Varios de sus lugartenientes lograron sin embargo mantener sus dominios, como Gabriel, Thoros y Basilio el Ladrón; los rupénidas, por su parte, se refugiaron en las montañas cilicias y constituyeron allí el embrión del futuro reino armenio de Cilicia, del que el señorío de Brajamio fue involuntario precedente.
La fecha de la muerte de Brajamio es incierta: su nombre desaparece de las fuentes en el 1086; Dédéyan la fija en 1090 y Cheynet, en 1092

## Personaje controvertido
Las relaciones de Brajamio con Bizancio, su fidelidad a Romano IV y los problemas que sufrió con Miguel VII lo hacen un personaje controvertido, mitad general leal, mitad rebelde. Sus creencias calcedonias suscitaron asimismo el rechazo de algunos armenios, como Mateo de Edesa que lo tachó de «primogénito de Satanás ».